# Grasberg (Gloggnitz)
Der Grasberg ist ein 1078 m ü. A. hoher Berg im Gebiet der Stadtgemeinde Gloggnitz im südlichen Niederösterreich, etwa vier Kilometer südwestlich ihres Zentrums.

## Lage
Südlich des Grasberges befinden sich die Otter-Berge. Westlich davon schließt das Semmeringgebiet an, unter anderem mit den Bergen Eselstein und Sonnwendstein.
Ein kurzer Abschnitt der Semmering Schnellstraße S6 zwischen Gloggnitz und Schottwien verläuft  durch den Probstwald in der steilen Nordflanke des Grasberges.

## Name
Die Schreibweise Grasberg ist bis heute am stärksten verbreitet. Die aktuelle Version der amtlichen Österreichischen Karte entscheidet sich jedoch für die Variante Grassberg; die Kompass-Karte wiederum für die Variante Graßberg.  

## Wege im Bereich des Grasbergs
Der Nordalpenweg (Österreichischer Weitwanderweg 01) führt von der Gemeinde Raach am Hochgebirge über Schlagl zur Schanzkapelle knapp südlich des Grasberges und von dort über Göstritz weiter in den Wallfahrtsort Maria Schutz. Von der Schanzkapelle zum Gasthof „Kummerbauer Stadl“ führt ein markierter Weg. Der Gipfel des Grasberges ist hingegen nur über unmarkierte Steige zu erreichen.